# Мандинка (народ)

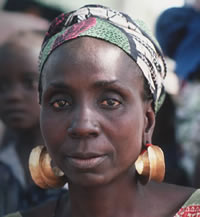

Мандинка (также известны написания термина: мандингас, мандинго, малинке, малинка, маненка, манденка, манденга, мандинко) — термин, относящийся к описанию определённой африканской народности.

## Этнические носители названия
Группа народностей, живущих в Западной Африке — на юге Гамбии, севере и северо-востоке Гвинейской Республики, западе Мали, в Республике Кот-д’Ивуар, Сенегале и Гвинее-Бисау и говорящих на языке мандинка семьи манде нигеро-кордофанской макросемьи языков. Этнически это большая группа близкородственных народов: собственно малинке, или манденка, бамана, дьюла. К этой группе относят также коранко и васулунка в Гвинейской Республике, маньянка в Либерии и некоторых других.
Все они живут в верхнем течении рек Сенегал и Нигер, составляя основное население западной части Республики Мали, северо-восточной части Гвинейской Республики, южных и восточных районов Сенегала и некоторых районов Республики Кот-д’Ивуар, Буркина-Фасо, Либерии, Сьерра-Леоне и Гвинеи-Бисау.

## Культура народов
Говорят на языках, относящихся к северной группе языков манде атлантической семьи нигеро-кордофанской макросемьи языков. По религии большинство — мусульмане, в некоторых районах сохраняются древние анимистические верования и культ предков. Главное традиционное занятие — мотыжное земледелие (просо, кукуруза, рис, фасоль, арахис и др.); животноводство развито слабо (козы, овцы, ослы; домашняя птица); диула занимаются торговлей; сохраняет значение охота и рыбная ловля. Основная форма сельских поселений мандинга — группа глинобитных хижин, обнесённых глинобитной стеной. В каждом посёлке живёт родственная группа, обычно большая патриархальная семья. Во многих районах частично сохраняются ещё традиционные общественные отношения: тайные союзы, кастовые различия, системы возрастных классов. Однако все эти древние институты постепенно исчезают.

## История

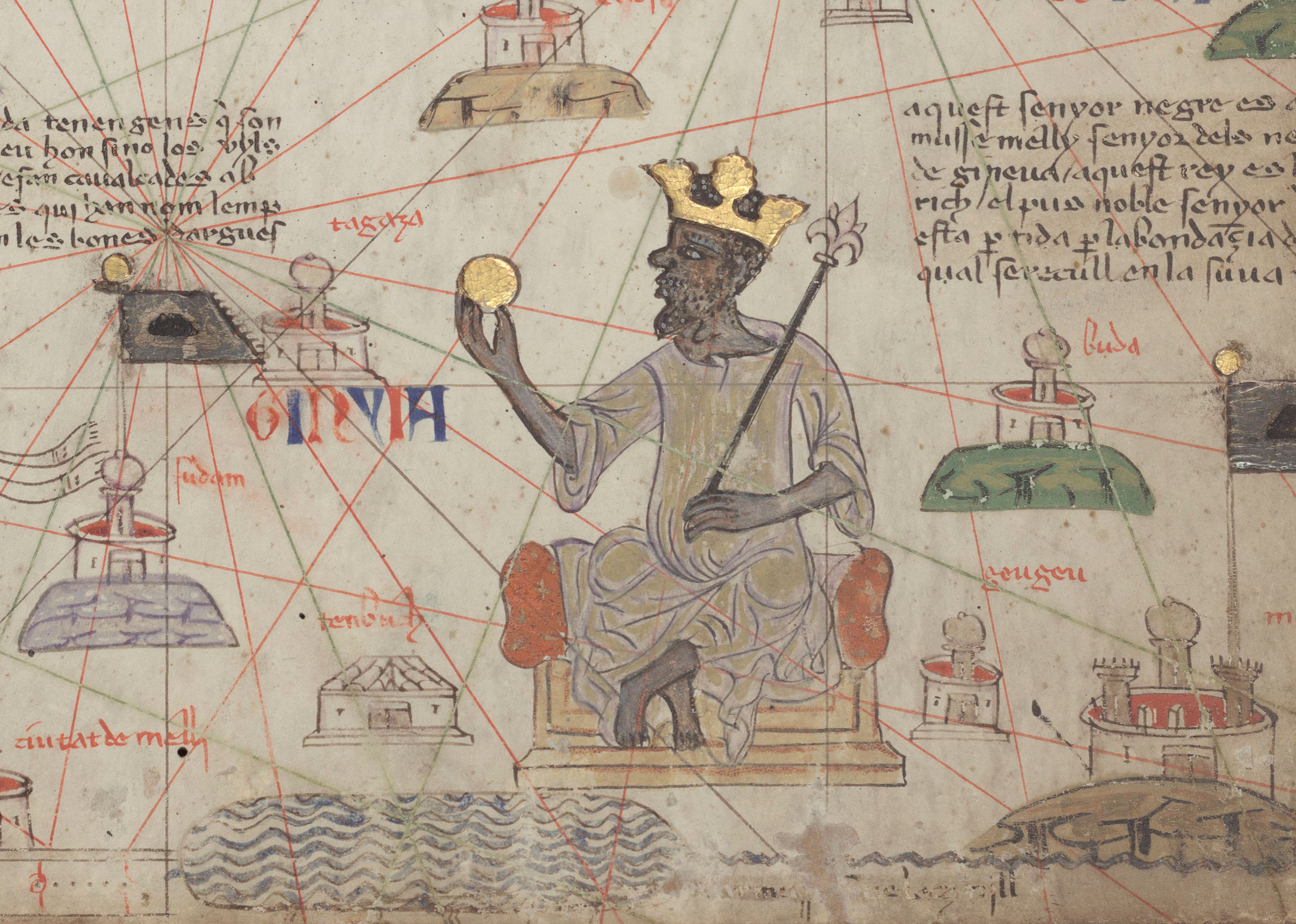
Манса Муса, самый прославленный из императоров Мали. Каталонский атлас, 1375 год.

По преданиям, исторический центр формирования народов мандинка находился в верховьях реки Нигер, где в VIII веке сложилось политическое объединение мандинка — империя Мали. Сами мандинка считают себя потомками легендарного основателя этого царства, Тирамагана Таравеле.
Преобладающий цвет кожи темно-коричневый, форма лица приближается к негритянской, фигура высока и стройна, волосы очень курчавые, длинные, борода негустая, но хорошо развитая у подбородка. Мандинка, по преданию, раньше жили в средней Африке. До завоеваний мусульманских феллахов они были могущественнейшим народом западной Африки. По арабским известиям, ещё в XII столетии часть мандинка перешла в ислам и выступила завоевателями на В Ганаты. Здесь они в начале XIII в. основали большое государство Мелли, достигшее апогея своего могущества в XIV в. и подчинившее своей власти Генату, Тимбукту и область сонраев, вследствие чего народ мандинка и язык его получили большое распространение. Язык мандинка, вместе с соседними языками бембара, вен, зузу, образует семью языков манде, описание грамматики которых дал Штейнталь, а словарь — Шён. По Лепсиусу, эта семья языков находится в отдаленном родстве с языками банту южной Африки. В первой половине XV в. государство мандингас было ослаблено распрями областных начальников и набегами туарегов и постепенно разрушилось. После этого мандингас вторглись в Сенегамбию, где они подчинили себе племя сонинке, или сараколе, с которым совершенно слились. В подобном же отношении они стоят к племени бамбара, живущему в Каарта и Сегу, и к зузу, обитающим во французской колонии Ривьер дю Сюд.

## ДНК
Изучение ДНК мандинка показало, что примерно 2 % генетического материала, было вставлено в геном человека около 35 000 лет назад. Эти последовательности они получили от ныне вымершего члена рода Homo, который отделился от современного человека около 700 000 лет назад.